# Szkoła Podchorążych Rezerwy Broni Pancernej
Szkoła Podchorążych Rezerwy Broni Pancernej – szkolna jednostka pancerna Polskich Sił Zbrojnych.
5 marca 1942 w ZSRR w Kirgizji, w  Kaindzie sformowano  Szkołę Podchorążych Rezerwy Broni Pancernej. Wchodziła ona w skład Centrum Wyszkolenia Broni Pancernej.
I promocja
Na pierwszym kursie szkolono 148 żołnierzy. Od 5 do 21 marca 1942 r. w szkole trwał okres unitarny.  26 marca 1942 r., transportem kolejowym, przewieziono kadrę i słuchaczy  do Krasnowodska, a 2 kwietnia 1942 przetransportowano statkiem do Persji. 27 kwietnia  szkołę przeniesiono do Egiptu, a następnie do Palestyny zaś potem do Iraku. Dopiero tu rozpoczęto  właściwe szkolenie pancerne, które zakończono 27 lutego 1943. 102 słuchaczy promowano na podchorążych.
II promocja
W jej skład wchodzili słuchacze, którzy przybyli 26 lutego 1942 r. do Szkoły Podchorążych (I promocja), lecz ze względu na obowiązujące przepisy sanitarne, musieli pozostać w Rosji.
Szkolenie rozpoczęto  w końcu kwietnia 1942 r.  we Wrewskaja. 18 sierpnia 1942 r. szkoła rozpoczęła przegrupowanie do Persji. 15 listopada 1942 r. została czasowo rozwiązana, a uczniowie odesłani na praktyki do oddziałów.
Kurs  wznowiono  dopiero 27 stycznia 1943 r. w Quisil Ribat. Jego zakończenie nastąpiło 15 kwietnia 1944 r. Promowano 63 słuchaczy.
III promocja
Kurs  Szkoły Podchorążych Rezerwy Broni Pancernej i Kawalerii Pancernej rozpoczął się 6 września 1943 r. w Palestynie. Szkoliły się jednocześnie dwie grupy: broni pancernej i kawalerii pancernej. Kurs zakończył się 15 kwietnia 1944 r. Promowano 100 słuchaczy. Był to ostatni kurs przed rozpoczęciem działań wojennych.
IV promocja
Szkołę zorganizowano ponownie dla potrzeb 2 Brygady Pancernej  w Sanfatucchio nad jeziorem Trasimeno. Początek szkolenia zaplanowano na  3 października 1944 r. Szkoła obejmowała dwie grupy: broni pancernej i kawalerii pancernej. Zakończenie kursu nastąpiło 19 kwietnia 1945 r. Promowano 70 słuchaczy.
V promocja
Szkolenie rozpoczęto 2 sierpnia 1945 r. w  Gubbio we Włoszech. Słuchacze rekrutowali się z oddziałów pancernych 2 Warszawskiej Dywizji Pancernej. 18 kwietnia 1946 r. promowano 88 słuchaczy. Podchorążowie wydali „Jednodniówkę piątej promocji” (Gubbio - Włochy, 1945 – 1946), a  w dniu Święta Podchorążych 29 listopada 1945 r. numer specjalny „Wiarusa Pancernego” (Włochy - 29 XI 1945 r.).

## Komendanci szkoły
- por. Mieczysław Kłosiński
- kpt. Stanisław Ezman
- kpt. Jerzy Rędziejowski
- por. Marian Rudnicki
- kpt. Jerzy Orzeszko